# Сони Ериксон K530
Сони Ериксон K530 је модел 3 телефона из серије K Сони Ериксона. На светском тржишту појавио се током јула 2007. године.